# Ждрело (Петровац)
Ждрело је насеље у Србији у општини Петровац на Млави у Браничевском округу. Према попису из 2022. било је 511 становника. Недалеко од села се налазе остаци тврђаве по којој је названо.
Овде се налазе Манастир Свете Тројице (Ждрело), Манастир Решковица, Манастир Благовештење, Запис дуд код Врела (Ждрело), Запис дуд код цркве (Ждрело).

## Историја
Крајем XVI века Ждрело је имало статус трга. У њему је у то време своју резиденцију имао и смедеревски санџак-бег, а постојао је и мали џемат муслимана од 42 куће.
У селу је 1934. наводно живео човек стар 117 година.

## Порекло становништва
Оснивачи села су Курјоњи славе Ђурђиц, досељени са Косова. Они су отуда побегли, па су дуго времена хајдуковали и тек кад им је ово додијало, онда су се настанили на данашњем месту. Одмах за њима дошли су Бачоњи из Рашке, славе св Арханђела.
Према пореклу ондашње становништво Ждреле из 1903. године, може се овако распоредити:
- Косовско-метохијских досељеника има 1 породица са 90 кућа.
- Из Мађарске има 1 породица са 70 кућа.
- Из Војводине има 4 породице са 37 кућа.
- Шумадијских досељеника има 2 породице са 20 кућа.
- Тимочко-крајинских досељеника има 1 породица са 20 кућа.
- Из Ресаве има 1 породица са 18 кућа.
- Из околине Рашке има 1 породица са 12 кућа. (подаци датирају из 1903. године)[3]

## Демографија
У насељу Ждрело живи 634 пунолетна становника, а просечна старост становништва износи 47,7 година (46,4 код мушкараца и 48,7 код жена). У насељу има 249 домаћинстава, а просечан број чланова по домаћинству је 3,01.
Ово насеље је углавном насељено Србима (према попису из 2002. године).
|  |

| Демографија | Демографија | Демографија |
| Година      | Становника  | Становника  |
| ----------- | ----------- | ----------- |
| 1948.       | 1.502       |             |
| 1953.       | 1.529       |             |
| 1961.       | 1.457       |             |
| 1971.       | 1.416       |             |
| 1981.       | 1.359       |             |
| 1991.       | 1.262       | 1.035       |
| 2002.       | 756         | 1.220       |
| 2011.       | 618         |             |

| Етнички састав према попису из 2002.‍ | Етнички састав према попису из 2002.‍ | Етнички састав према попису из 2002.‍ | Етнички састав према попису из 2002.‍ | Етнички састав према попису из 2002.‍ |
| ------------------------------------ | ------------------------------------ | ------------------------------------ | ------------------------------------ | ------------------------------------ |
|                                      |                                      |                                      |                                      |                                      |
| Срби                                 | Срби                                 |                                      | 625                                  | 82,67%                               |
| Власи                                | Власи                                |                                      | 83                                   | 10,97%                               |
| Румуни                               | Румуни                               |                                      | 10                                   | 1,32%                                |
| Словенци                             | Словенци                             |                                      | 1                                    | 0,13%                                |
| Југословени                          | Југословени                          |                                      | 1                                    | 0,13%                                |
| непознато                            | непознато                            |                                      | 9                                    | 1,19%                                |

| Година пописа     | 1948. | 1953. | 1961. | 1971. | 1981. | 1991. | 2002. |
| ----------------- | ----- | ----- | ----- | ----- | ----- | ----- | ----- |
| Број домаћинстава | 357   | 359   | 356   | 331   | 304   | 261   | 249   |

| Број чланова      | 1  | 2  | 3  | 4  | 5  | 6  | 7 | 8 | 9 | 10 и више | Просек |
| ----------------- | -- | -- | -- | -- | -- | -- | - | - | - | --------- | ------ |
| Број домаћинстава | 59 | 66 | 36 | 36 | 21 | 19 | 9 | 3 | 0 | 0         | 3,01   |

| Пол    | Укупно | Неожењен/Неудата | Ожењен/Удата | Удовац/Удовица | Разведен/Разведена | Непознато |
| ------ | ------ | ---------------- | ------------ | -------------- | ------------------ | --------- |
| Мушки  | 291    | 53               | 201          | 23             | 14                 | 0         |
| Женски | 372    | 39               | 223          | 89             | 17                 | 4         |
| УКУПНО | 663    | 92               | 424          | 112            | 31                 | 4         |

| Пол    | Укупно                    | Пољопривреда, лов и шумарство | Рибарство                            | Вађење руде и камена | Прерађивачка индустрија       |
| ------ | ------------------------- | ----------------------------- | ------------------------------------ | -------------------- | ----------------------------- |
| Мушки  | 178                       | 155                           | 0                                    | 1                    | 3                             |
| Женски | 129                       | 118                           | 0                                    | 0                    | 2                             |
| УКУПНО | 307                       | 273                           | 0                                    | 1                    | 5                             |
| Пол    | Производња и снабдевање   | Грађевинарство                | Трговина                             | Хотели и ресторани   | Саобраћај, складиштење и везе |
| Мушки  | 0                         | 4                             | 4                                    | 3                    | 3                             |
| Женски | 0                         | 0                             | 5                                    | 0                    | 0                             |
| УКУПНО | 0                         | 4                             | 9                                    | 3                    | 3                             |
| Пол    | Финансијско посредовање   | Некретнине                    | Државна управа и одбрана             | Образовање           | Здравствени и социјални рад   |
| Мушки  | 0                         | 0                             | 0                                    | 0                    | 0                             |
| Женски | 0                         | 0                             | 0                                    | 1                    | 2                             |
| УКУПНО | 0                         | 0                             | 0                                    | 1                    | 2                             |
| Пол    | Остале услужне активности | Приватна домаћинства          | Екстериторијалне организације и тела | Непознато            | Непознато                     |
| Мушки  | 2                         | 2                             | 0                                    | 1                    | 1                             |
| Женски | 0                         | 0                             | 0                                    | 1                    | 1                             |
| УКУПНО | 2                         | 2                             | 0                                    | 2                    | 2                             |

## Галерија
- Споменик погинулим борцима током Другог светског рата у центру Ждрела
- Кућа у Ждрелу
- Кућа у Ждрелу
- Кућа у Ждрелу
- Извор воде и вештачко језеро у Ждрелу